# Andinobates geminisae
Andinobates geminisae gehört zur Familie der Baumsteigerfrösche, die oft auch als Pfeilgiftfrösche bezeichnet werden. Die Froschart lebt in den tropischen Regenwäldern Panamas. Sie wurde im Jahr 2014 erstmals beschrieben.

## Merkmale
Andinobates geminisae unterscheidet sich von der nahe verwandten Artengruppe um den  Blaubauch-Zwergbaumsteiger (Andinobates minutus) durch seine einheitliche orange Färbung. Es sind keine Rückenstreifen vorhanden, und auch der Bauch ist einfarbig orange und nicht hellblau marmoriert wie bei Andinobates minutus. Eine netzartige Zeichnung, wie sie an den Beinen der meisten Arten der verwandten Gattung Ranitomeya sichtbar ist, fehlt. Die Art ist mit 12 bis 15 Millimetern wesentlich kleiner als andere in diesem Gebiet vorkommende größtenteils einfarbige Arten wie das Erdbeerfröschchen (Oophaga pumilio) oder Oophaga vicentei. Die Haut ist glatt. Obwohl die Färbung der meisten Arten der Baumsteigerfrösche sehr variabel ist, kann man Andinobates geminisae auch durch die Rufe der Männchen während der Balz klar von den im selben Gebiet beheimateten Fröschen unterscheiden. 
Genetische Untersuchungen am Smithsonian Tropical Research Institute zeigten 6 bis 8 Prozent Unterschied von A. geminisiae zu A. minutus in den Genen der mitochondrialen DNA, die für die Cytochrom-c-Oxidase, Untereinheit 1, codieren. Dies wird als ausreichend für eine Differenzierung der Arten angesehen.
Ein spezielles anatomisches Merkmal, das für alle Andinobates-Arten charakteristisch ist, sind zwei miteinander verschmolzene Wirbel. 

## Verbreitung
Das Typusexemplar wurde im westlich des Panama-Kanals gelegenen Bezirk Donoso in der panamaischen Provinz Colón entdeckt. Der Lebensraum der Frösche sind die tropischen Regenwälder an der karibischen Küste Panamas. Das Gebiet galt bisher als der westliche Ausläufer des Verbreitungsgebiets von Andinobates minutus. Wie groß das Verbreitungsgebiet von Andinobates geminisae wirklich ist, wurde noch nicht abschließend geklärt.

## Gefährdung
Auf den flachen Küstenabschnitten Panamas lastet wie in der übrigen Karibik der Druck wirtschaftlicher Gegebenheiten. Besonders der Habitatsverlust aufgrund von Zersiedelung und landwirtschaftlich bedingten Rodungen gefährdet die ohnedies schon sehr engen Lebensräume von Andinobates geminisae, aber auch von anderen Fröschen wie Andinobates claudiae oder Craugastor evanesco.

## Systematik und Taxonomie
Die Gattung Andinobates wurde im Jahr 2011 von Twomey, Brown et al. eingerichtet. Sie umfasste damals ausschließlich Arten, die aus der Gattung Ranitomeya ausgegliedert worden waren. Andinobates geminisae ist die zweite Art, die nach der Aufstellung der Gattung Andinobates entdeckt und direkt in dieser Gattung beschrieben wurde. Der Holotypus wurde an der Universidad de Panamá deponiert.
Das Artepitheton geminisae ehrt Geminis Vargas, die Frau von Marcos Ponce, einem der Entdecker der neuen Art. Im Museum der Universidad Autónoma de Chiriquí in Panama, wo Ponce tätig ist, wird auch ein Paratypus der Art aufbewahrt.